# Gradacklostret
Gradacklostret (serbisk: Манастир Градац) er et kloster i Serbien. Det ligger på et hævet plateau over floden Gradačka på kanten af det skovklædte bjerg Golija. Det ligger omkring 21 km nordvest for Raška og 12,5 km vest for Brvenik og Ibar-motorvejen. Det præcise år for grundlæggelsen af klostret er ukendt, men det er givetvis sket i sidste fjerdedel af 1200-tallet.
Klostret blev grundlagt af Helen af Anjou og blev bygget i stil med Raška arkitekturskolen.
Gradacklostret blev erklæret kulturelt monument af exceptionel vigtighed i Serbien i 1979 og er derved beskyttet af landets regering.
43°22′08″N 20°32′52″Ø / 43.3689°N 20.5478°Ø